# Кокошиће
Кокошиће је насеље у Србији у општини Сјеница у Златиборском округу. Према попису из 2022. било је 89 становника (према попису из 1991. било је 136 становника).

## Демографија
У насељу Кокошиће живи 90 пунолетних становника, а просечна старост становништва износи 36,8 година (38,8 код мушкараца и 34,9 код жена). У насељу има 44 домаћинства, а просечан број чланова по домаћинству је 2,82.
Ово насеље је у потпуности насељено Србима (према попису из 2002. године), а у последња три пописа, примећен је пад у броју становника.
|  |

| Демографија | Демографија | Демографија |
| Година      | Становника  | Становника  |
| ----------- | ----------- | ----------- |
| 1948.       | 148         |             |
| 1953.       | 172         |             |
| 1961.       | 160         |             |
| 1971.       | 173         |             |
| 1981.       | 137         |             |
| 1991.       | 136         | 136         |
| 2002.       | 124         | 126         |

| Етнички састав према попису из 2002.‍ | Етнички састав према попису из 2002.‍ | Етнички састав према попису из 2002.‍ | Етнички састав према попису из 2002.‍ | Етнички састав према попису из 2002.‍ |
| ------------------------------------ | ------------------------------------ | ------------------------------------ | ------------------------------------ | ------------------------------------ |
|                                      |                                      |                                      |                                      |                                      |
| Срби                                 | Срби                                 |                                      | 124                                  | 100,0%                               |
| непознато                            | непознато                            |                                      | 0                                    | 0,0%                                 |

| Година пописа     | 1948. | 1953. | 1961. | 1971. | 1981. | 1991. | 2002. |
| ----------------- | ----- | ----- | ----- | ----- | ----- | ----- | ----- |
| Број домаћинстава | 19    | 20    | 21    | 40    | 34    | 33    | 44    |

| Број чланова      | 1  | 2 | 3 | 4  | 5 | 6 | 7 | 8 | 9 | 10 и више | Просек |
| ----------------- | -- | - | - | -- | - | - | - | - | - | --------- | ------ |
| Број домаћинстава | 14 | 7 | 5 | 11 | 5 | 2 | 0 | 0 | 0 | 0         | 2,82   |

| Пол    | Укупно | Неожењен/Неудата | Ожењен/Удата | Удовац/Удовица | Разведен/Разведена | Непознато |
| ------ | ------ | ---------------- | ------------ | -------------- | ------------------ | --------- |
| Мушки  | 50     | 16               | 27           | 7              | 0                  | 0         |
| Женски | 52     | 17               | 27           | 7              | 1                  | 0         |
| УКУПНО | 102    | 33               | 54           | 14             | 1                  | 0         |

| Пол    | Укупно                    | Пољопривреда, лов и шумарство | Рибарство                            | Вађење руде и камена | Прерађивачка индустрија       |
| ------ | ------------------------- | ----------------------------- | ------------------------------------ | -------------------- | ----------------------------- |
| Мушки  | 30                        | 12                            | 0                                    | 6                    | 2                             |
| Женски | 21                        | 4                             | 0                                    | 2                    | 2                             |
| УКУПНО | 51                        | 16                            | 0                                    | 8                    | 4                             |
| Пол    | Производња и снабдевање   | Грађевинарство                | Трговина                             | Хотели и ресторани   | Саобраћај, складиштење и везе |
| Мушки  | 0                         | 0                             | 0                                    | 1                    | 0                             |
| Женски | 0                         | 0                             | 0                                    | 0                    | 2                             |
| УКУПНО | 0                         | 0                             | 0                                    | 1                    | 2                             |
| Пол    | Финансијско посредовање   | Некретнине                    | Државна управа и одбрана             | Образовање           | Здравствени и социјални рад   |
| Мушки  | 0                         | 0                             | 2                                    | 5                    | 1                             |
| Женски | 2                         | 0                             | 1                                    | 4                    | 3                             |
| УКУПНО | 2                         | 0                             | 3                                    | 9                    | 4                             |
| Пол    | Остале услужне активности | Приватна домаћинства          | Екстериторијалне организације и тела | Непознато            | Непознато                     |
| Мушки  | 0                         | 0                             | 0                                    | 1                    | 1                             |
| Женски | 0                         | 0                             | 0                                    | 1                    | 1                             |
| УКУПНО | 0                         | 0                             | 0                                    | 2                    | 2                             |